# David Borrow
David Stanley Borrow (sinh ngày 2 tháng 8 năm 1952) là một chính khách của Công Đảng Anh, là thành viên của Quốc hội (MP) cho South Ribble từ năm 1997 đến năm 2010. Ông hiện là ủy viên hội đồng đảng Lao động trong Hội đồng thành phố Preston và được bổ nhiệm làm Thị trưởng Preston vào ngày 15 tháng 5 năm 2019.

## Giáo dục
Sinh ra tại Huddersfield, David Borrow được đào tạo tại trường Mirfield Grammar và Lanchester Polytechnic (nay là Đại học Coventry), nơi ông đã được trao bằng về kinh tế.

## Đời tư
Mượn là một người đàn ông đồng tính công khai. Ông công khai vào năm 1998 để có thể nói chuyện trung thực trong thời đại chiến dịch đồng ý và nêu ra những vấn đề quan trọng đối với tất cả đồng tính nữ và đồng tính nam. Ông cũng đóng góp bài viết cho tạp chí quyền đồng tính Outcast.
Ông đã tham gia vào một quan hệ đối tác dân sự với John Garland, đối tác lâu dài của mình, vào tháng 5 năm 2006;  MP đầu tiên làm như vậy.